# Рудники (гміна Рендзіни)
Рудники (пол. Rudniki) — село в Польщі, у гміні Рендзіни Ченстоховського повіту Сілезького воєводства.
Населення — 1636 осіб (2011).
У 1975-1998 роках село належало до Ченстоховського воєводства.

## Демографія
Демографічна структура станом на 31 березня 2011 року:
|          | Загалом | Допрацездатний вік | Працездатний вік | Постпрацездатний вік |
| -------- | ------- | ------------------ | ---------------- | -------------------- |
| Чоловіки | 782     | 147                | 552              | 83                   |
| Жінки    | 854     | 176                | 467              | 211                  |
| Разом    | 1636    | 323                | 1019             | 294                  |